# Boldyn Sansarbileg
Boldyn Sansarbileg est un patineur de vitesse sur piste courte mongol.

## Biographie
Il est porte-drapeau de la Mongolie aux Jeux olympiques de 1998.